# Stazione di Forte dei Marmi-Seravezza-Querceta
La stazione di Forte dei Marmi-Seravezza-Querceta è una stazione ferroviaria posta sulla linea Genova-Pisa e rappresenta, insieme a quella di Pietrasanta, una delle destinazioni per i viaggiatori diretti in Versilia.
L'impianto si trova nel centro di Querceta, frazione del comune di Seravezza, mentre la denominazione privilegia la località turistica più nota della Versilia, Forte dei Marmi.

## Storia

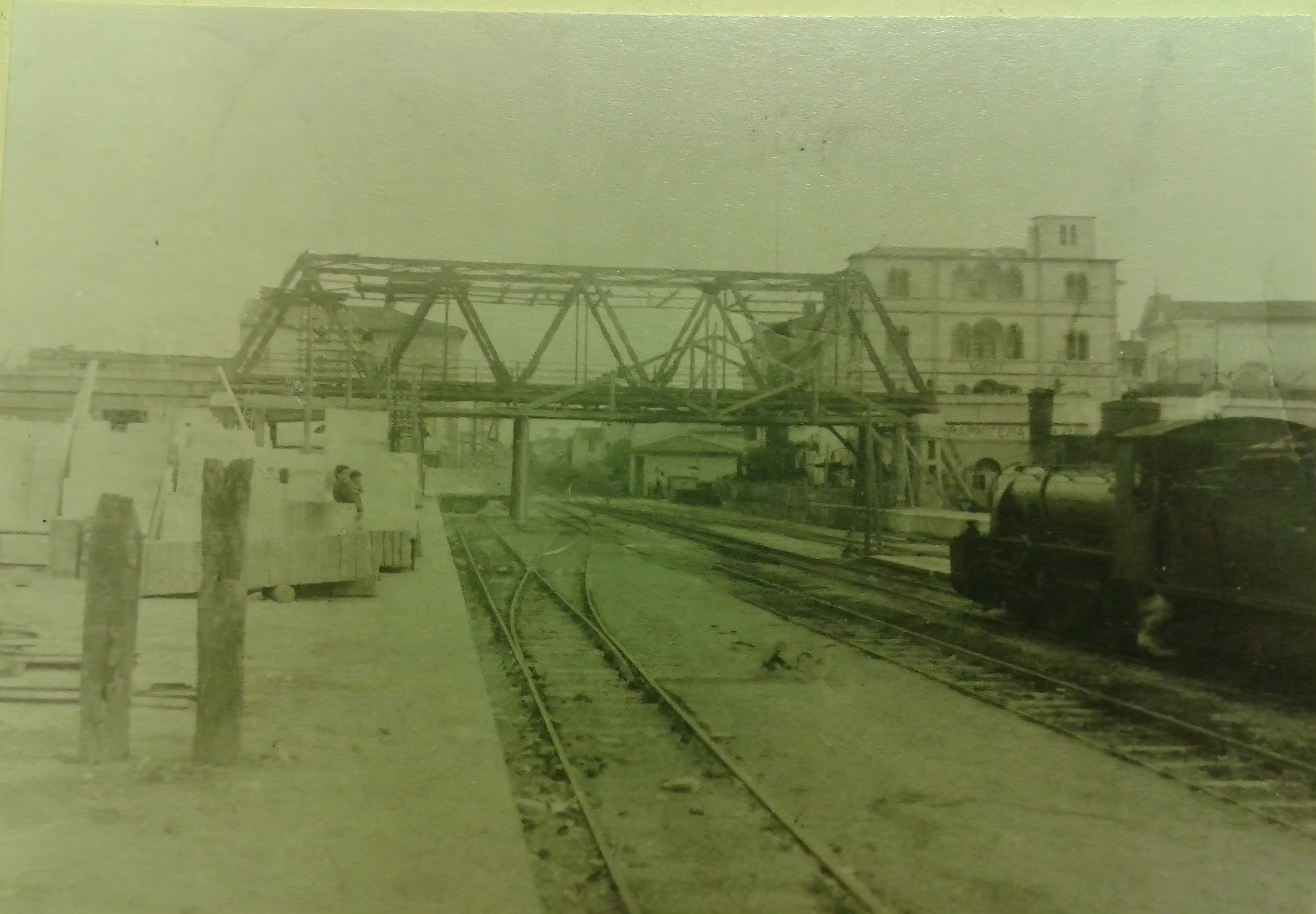
Ponte delle tranvie della Versilia, sovrastante il piazzale interno

La stazione, allora denominata semplicemente "Serravezza Quercieta", fu inaugurata il 1º febbraio 1862 in occasione dell'apertura al traffico del breve tronco Serravezza Querceta-Pietrasanta, poi prolungato a Massa il 1º novembre dello stesso anno, a cura delle Strade Ferrate Livornesi.
Fino al 1938 era denominata "Seravezza Querceta-Forte dei Marmi"; in tale anno prese la denominazione attuale.

## Strutture e impianti
La stazione dispone di tre binari per servizio passeggeri, il primo dei quali dedicato prevalentemente ai treni che viaggiano verso La Spezia, il secondo per quelli in direzione di Pisa, mentre il terzo viene utilizzato per le precedenze. Il binario 3 continua da entrambi i lati dopo il collegamento con il binario 2, terminando contro due paraurti; questa parte è più lunga dal lato Genova.
Ve ne sono anche altri di scalo:
- un tronchino scollegato dalla linea principale e non più elettrificato, che affianca il binario 1 e termina vicino al fabbricato viaggiatori;
- il binario 4, che collegava la società di costruzioni Henraux di Querceta posta fuori stazione lato Genova con un grande piazzale a nord del fabbricato viaggiatori, termina con un paraurti nel suo estremo verso Genova. È ancora raccordato con il resto del fascio binari mediante un deviatoio che lo collega al binario 3 dal lato Pisa, ma non è elettrificato;
- i binari 5 e 6 sono in disuso: essi sono collegati al binario 4 solo sul lato Genova, poco prima dell'azienda, data la grande altezza del piazzale che costeggia il binario 4 sull'altro lato. Il binario 5 termina tronco poco dopo il sotto passo della via Alpi Apuane ed il binario 6 si addentra nell'area del grande piazzale restando ai suoi margini; anch'esso finisce tronco alla fine del piazzale.

Durante la prima guerra mondiale la stazione di Querceta-Seravezza era raccordata, mediante una linea della lunghezza di 6 chilometri, con lo stabilimento di Vittoria Apuana della Società Italiana Prodotti Esplodenti. Due treni al giorno provvedevano al ritiro della produzione giornaliera dell'opificio, diretti in particolare alla Direzioni artiglierie di Piacenza.

## Movimento
La stazione è servita dalle relazioni regionali Trenitalia svolte nell'ambito del contratto di servizio stipulato con la Regione Toscana denominato anche "Memorario". Ferma inoltre una relazione Intercity stagionale anch'essa effettuata da Trenitalia. È stato effettuato per l'estate 2020, un servizio Frecciarossa che collegava Milano con Roma. 
L'impianto risultava frequentato, nel 2009, da un flusso passeggeri di circa 1100 persone al giorno.

## Servizi
La gestione della stazione, che RFI classifica nella categoria "silver", dispone di:
- Biglietteria automatica
- Bar
- Servizi igienici

## Interscambi
In prossimità stazione era presente il lungo manufatto di scavalco della ferrovia Tirrenica e della via Sarzanese-Valdera (oggi strada regionale 1 Aurelia), da parte della linea principale delle Tranvie della Versilia, che collegava Forte dei Marmi con Arni (località Culaccio) lungo l'attuale strada provinciale 9.
Dalla zona a nord dello scalo ferroviario, sulla quale era presente anche il raccordo con la società di costruzioni Hernaux di Querceta, la tranvia si discostava dalla viabilità ordinaria per impegnare una rampa che consentiva l'accesso al viadotto vero e proprio. Sopra di esso, in corrispondenza della Sarzanese, sorgeva la fermata denominata "Querceta", accessibile con apposite scale come d'uso all'epoca anche nelle metropolitane presenti in diverse città degli Stati Uniti d'America.
L'intera opera fu distrutta in seguito alle vicende legate all'epilogo della seconda guerra mondiale.
- Fermata autobus